# Geoprezentacja
Geoprezentacja - narzędzie internetowe wykorzystywane w procesie planowania przestrzennego. Jest to mapa interaktywna na której jest umieszczony dokument planistyczny lub projekt urbanistyczny.

## Sposób zastosowania
Geoprezentację stosuje się w celu przedstawienia wyników prac nad planami miejscowymi, koncepcjami urbanistycznymi, wyników geoankiet. Najczęściej stosowana jest na etapie wyłożenia planów miejscowych do publicznego wglądu. Po zapoznaniu się z rysunkiem i treścią planu w internecie, użytkownicy mogą złożyć formalne uwagi korzystając z formularzy obowiązujących w danej gminie.

## Zalety
Zaletą geoprezentacji jest fakt, iż jest internetowa i interaktywna. Dzięki niej można łatwo odnaleźć interesujące informacje. Nie zastępuje tradycyjnego wyłożenia, a jedynie je uzupełnia, ułatwiając zapoznanie się z planem osobom, które korzystają z internetu. Jest to interaktywna mapa dostępna w internecie, którą można przesuwać, przybliżać, oddalać w celu znalezienia interesujących informacji. Daje więc więcej możliwości analizy niż tradycyjne wyłożenie planu.
Prezentowanie planów w internecie zwiększa mieszkańcom dostęp do informacji. Opisy są zrozumiałe i napisane przyjaznym językiem. Interaktywny sposób przedstawienia jest przejrzysty i ciekawszy niż treść uchwały oraz rysunki zamieszczone w pliku. Dzięki geoprezentacji łatwiej dotrzeć do mieszkańców.

## Wady
Geoprezentacja jako narzędzie internetowe nie zastępuje tradycyjnego wyłożenia miejscowych planów zagospodarowania przestrzennego. Służy raczej jako uzupełnienie, a tym samym dostęp do niej jest ograniczony do osób, które korzystają z internetu. Wymaga również podstawowych umiejętności korzystania z map interaktywnych.

## Przykłady zastosowań w Polsce
- Geoprezentacje stosowane są regularnie przez Wydział Dialogu w Planowaniu w Biurze Architektury i Planowania Przestrzennego m.st. Warszawy. Dotychczas 13 miejscowych planów zagospodarowania przestrzennego zostało przedstawionych w formie geoprezentacji na etapie wyłożenia do publicznego wglądu: dla Wierzbna w rejonie ul. Joliot-Curie, północnej części osiedla Stokłosy, obszaru Jelonki Południowe, dla Powiśla Południowego[4], rejonu ulicy Burakowskiej, osiedla Słodowiec, ogródków działkowych w rejonie ulicy Kinowej, obszary Las, obszaru Czerniakowa Południowego[5], dla rejonu ulic Wolskiej i Płockiej, rejonu przedpola Pałacu Wilanowskiego, dla północnej części osiedla Stokłosy – część A, obszaru Michałowa i Szmulowizny w rejonie alei Solidarności.
- Za pomocą geoprezentacji przedstawione zostały wyniki konsultacji społecznych dla zmian organizacji ruchu na terenie osiedla Jeżyce w Poznaniu.[6]